# Get Your Heart On – The Second Coming!
Get Your Heart On – The Second Coming! je EP kanadské skupiny Simple Plan, složené převážně z B-side skladeb předchozího alba Get Your Heart On!. Vyšlo 29. listopadu 2013 v Austrálii, 3. prosince 2013 celosvětově a 29. ledna 2014 v Japonsku.

## Seznam skladeb
| Pořadí         | Název            | Délka |
| -------------- | ---------------- | ----- |
| 1.             | Ordinary Life    | 3:24  |
| 2.             | The Rest of Us   | 3:13  |
| 3.             | Outta My System  | 3:25  |
| 4.             | Fire in My Heart | 3:26  |
| 5.             | In               | 3:42  |
| 6.             | Lucky One        | 3:50  |
| 7.             | Try              | 3:25  |
| Celková délka: | Celková délka:   | 24:25 |